# Rickettsia prowazekii
La Rickettsia prowazekii è un batterio Gram negativo, alfaproteobatterio, di piccola dimensione, intermedia fra i batteri ed i virus. È un Bacillus aerobio che può diventare un parassita intracellulare obbligato. È agente eziologico del tifo esantematico e della malattia di Brill.
Da notare la sua somiglianza con i mitocondri umani. Il tutto rende ancor più plausibile la teoria secondo la quale i mitocondri siano un organello di origine simbiontica (fra cellule eucariotiche primordiali ed un plausibile batterio). 

## Terapia
I vaccini contro R.prowazekii furono disponibili a partire dagli anni '40, nel tentativo di ridurre la mortalità registrata nei soldati statunitensi malati di tifo esantematico durante la seconda guerra mondiale. Il vaccino dura per tutta la vita, sebbene possano manifestarsi casi di infezione latente che sfociano nella sindrome di Brill-Zinsser. Il trattamento con tetracicline solitamente dà una risposta positiva.